# Minsjö
Minsjö är en herrgård i Västra Husby socken i Norrköpings kommun i Östergötland.

## Historik
Minsjö ligger vid Asplångens södra strand, en sjö som är en del av Göta Kanalsystemet. Verksamheten är inriktad på spannmålsodling och skogsbruk. På gården fanns även ett 40-tal tjurar. Betesmarkerna som sträcker sig ner till sjöstranden och hålls öppna av nötkreaturen. På gården finns en klädbutik.
Minsjö Säteri har anor sedan slutet på 1500-talet. Ett av de tre frälsehemman som ingick i Minsjö ärvdes av Johan III:s hustru drottning Gunilla. Efter hennes död kallades egendomen "drottning Gunnels gods". Elsa Nilsdotter, dotter till före detta ägaren Nils Gyllenstierna, upprättade säteriet. I början på 1660-talet köptes gården av riksrådet Ernst Johan Creutz d.ä., och fick säteriprivilegier. Riksrådet Creutz köpte 1672 både detta säteri och Olof Rynings hemman. 1690 övertogs säteriet av överste Johan Lorentz Creutz. Därefter övergick egendomen i änkan Agneta Bondes ägo. Kapten Karl Gustaf von Feilitzen förvärvade den sedermera.  	
Släkten von Kantzow, härstammande från Pommern, tillträdde säteriet genom godsägare Erik von Kantzow med hustru Alice. 1922 köpte Erik von Kantzow Tvärdala och året därpå Minsjö Säteri. Tvärdala såldes 1936. På 1950-talet inlöstes Hässelkulla, som låg mitt i ägorna. 1970 löste Gustaf-Fredrik von Kantzow ut sina syskon och blev ensam ägare till gården. Från 1993 är sonen Johan ägare till Minsjö.
I början på 1930-talet byggdes stora invallningar mot sjön Asplången, med pumpstationer. Den största invallningen är numera återställd till våtmark med ett rikt fågelliv.